# Aikinita
La aikinita es un mineral de la clase de los minerales sulfuros. Fue descubierta en 1843 cerca de Ekaterimburgo en los montes Urales (Rusia), siendo nombrada así en honor de Arthur Aikin, geólogo inglés. Sinónimos poco usados son: aciculita, aikenita o patrinita.

## Características químicas
Es un sulfuro de cobre, plomo y bismuto. Además de los elementos de su fórmula, suele llevar como impureza plata.
Forma una serie de solución sólida con la bismutinita (Bi2S3), en la que la sustitución gradual del cobre y plomo por bismuto va dando los distintos minerales de la serie.

## Formación y yacimientos
Se forma inusualmente en vetas por alteración hidrotermal.
Suele encontrarse asociado a otros minerales como: oro, pirita, galena, tennantita, bismutinitas, enargita, calcopirita o cuarzo.